# Agyrtes alutaceus
Agyrtes alutaceus es una especie de escarabajo descrita en 1901. La especie ha sido descrita principalmente en Turquía.